# Psalms of Extinction
 (novembre 2016).
Si vous disposez d'ouvrages ou d'articles de référence ou si vous connaissez des sites web de qualité traitant du thème abordé ici, merci de compléter l'article en donnant les références utiles à sa vérifiabilité et en les liant à la section « Notes et références ».
Albums de Pain
Dancing with the Dead
(2005) Cynic Paradise
(2008)
Psalms of Extinction est le cinquième album produit par le groupe de metal industriel suédois Pain, sorti en 2007.

## Liste des titres
| No  | Titre                 | Durée |
| --- | --------------------- | ----- |
| 1.  | Save Your Prayers     | 3:43  |
| 2.  | Nailed to the Ground  | 4:12  |
| 3.  | Zombie Slam           | 3:32  |
| 4.  | Psalms of Extinction  | 4:10  |
| 5.  | Clouds of Ecstasy     | 3:17  |
| 6.  | Play Dead             | 4:04  |
| 7.  | Does It Really Matter | 4:06  |
| 8.  | Computer God          | 3:26  |
| 9.  | Just Think Again      | 6:15  |
| 10. | Walking on Glass      | 3:52  |
| 11. | Bottle's Nest         | 3:37  |
| 12. | Bitch                 | 3:48  |